# Са’у, Мале
Мале Са’у (яп. マレ・サウ Маре Сау, англ. Male Sa'u, родился 13 октября 1987 года в Окленде) — японский профессиональный регбист самоанского происхождения, выступающий на позициях центрового и блуждающего полузащитника. Выступал в Супер Регби за клубы «Мельбурн Ребелс» и «Блюз», с сезона 2016/2017 годов представляет клуб японской Топ Лиги «Ямаха Жубилу».

## Карьера игрока
Выпускник колледжа Тангароа, Са’у начинал свою карьеру в Кубке Air New Zealand (чемпионате провинций Новой Зеландии) за клуб «Каунтис Маникау» в 2006 году, а также выступал за команду «Патумахоэ», сыграв в 2007 году за «Каунтис Маникау» 9 матчей из 10. В это же время Мале привлекался в сборные Новой Зеландии до 19, до 20 и до 21 года (в последнем случае он вызывался на сборы 2007 года).
С сезона 2008/2009 Са’у числился игроком клуба «Ямаха Жубило» из японской Топ Лиги, сыграв в первом сезоне 12 матчей и отличившись 35 раз. К моменту последнего своего сезона 2013/2014 в Топ Лиге за 46 встреч он набрал 115 очков, чем заслужил от Эдди Джонса вызов в сборную Японии в 2013 году. Са’у попал в заявку из 42 человек на Кубок пяти наций 2013 года, дебютную встречу за сборную Японии провёл 20 апреля 2013 года против Филиппин. В марте 2014 года он перебрался в турнир Супер Регби, где играл за клуб «Мельбурн Ребелс». Но уже в 2016 году он представлял клуб «Блюз» в том же турнире, и новость о переходе Са’у в стан «синих» удивила даже тренера клуба Тану Умагу.
В 2015 году Са’у попал в заявку сборной Японии на Кубок мира по регби, проходивший в Англии. Он сыграл три матча в группе, выступив на позиции внешнего центрового, в том числе и первый матч группового этапа против ЮАР, завершившийся сенсационной победой японцев 34:32.

## Стиль игры
Физически сильный игрок, который может играть на нескольких позициях в защите. Способен «продавить» любую защиту и занести попытку, что неоднократно доказывал в матчах Кубка тихоокеанских наций 2013 года.